# Sporting Monte-Carlo
Der Sporting Monte-Carlo ist ein Gebäudekomplex in Larvotto, Monaco.

## Geschichte und Gebäude
Der Gebäudekomplex wurde im Jahr 1974 eröffnet und diente als durchschnittlicher Ballsaal. Erbaut wurden die Gebäude auf einem Areal von 1.600 Quadratmeter, die zwei unterschiedliche Gebäudekomplexe beinhalten. Nach den von April bis September im Jahr 1999 veranlassten Renovierungen der beiden Hauptgebäude, wurde die Atmosphäre des Komplexes luxuriöser gestaltet. Die gesamte Fläche wird auf zwei Hauptgebäude, dem „Salle des Etoiles“ mit 1.000 Quadratmetern Größe und einer Kapazität von 1.500 Besuchern sowie dem „Salle des Palmiers“ für Glücksspiele untergliedert. Zum Gebäude gehören ebenfalls die beiden 3-Sterne-Restaurants La Trattoria (Italienisches Essen) und Le Fuji (Japanische Küche). Das fünfte Gebäude im Sporting Monte-Carlo ist die Diskothek Le Jimmy’z und ist ein angesagter Klub in Monte Carlo.

## Nutzung und Veranstaltungen
Die Gebäude bieten Platz für Konzerte, Bankettveranstaltungen, Tagungen und Feiern im luxuriösen Maße. Das Monte-Carlo Sporting Summer Festival findet entweder im „Salle des Etoiles“ oder am Gebäudekomplex (wetterabhängig) hier jährlich statt. So trat hier schon beispielsweise der britische Rockmusiker Eric Clapton 2008 im Rahmen seiner Eric Clapton World Tour auf.